# Sergio Bone
Sergio Bone (Quinindé, Ecuador, 6 de diciembre de 1991). es un futbolista ecuatoriano que juega de defensa en el Centro Deportivo Olmedo de la Serie A de Ecuador.

## Trayectoria
Sergio se inició en las divisiones menores del Universidad Católica permaneció en las reservas sin lograr su debut, en el 2011 fichó para el América de Quito club donde logra debutar, para la siguiente temporada pasa a Liga Deportiva Universitaria de Portoviejo y al siguiente año se une al Grecia de Chone, en el 2014 jugó para el Club Social y Cultural y Deportivo Magali Masson, al siguiente año fihca por Gualaceo Sporting Club y en el 2016 pasa al Centro Deportivo Olmedo de Riobamba.

## Clubes
| Club                 | País    | Año             |
| -------------------- | ------- | --------------- |
| Universidad Católica | Ecuador | 2010            |
| América de Quito     | Ecuador | 2011            |
| Liga de Portoviejo   | Ecuador | 2012            |
| Grecia de Chone      | Ecuador | 2013            |
| Magali Masson        | Ecuador | 2014            |
| Gualaceo SC          | Ecuador | 2015            |
| Olmedo               | Ecuador | 2016 - 2017     |
| Club Alianza         | Ecuador | 2018            |
| Olmedo               | Ecuador | 2019 - Presente |

### Estadísticas
| Club                           | Temporada | Liga  | Liga  | Copa Nacional | Copa Nacional | Copa Internacional | Copa Internacional | Total | Total |       |
| Club                           | Temporada | Part. | Goles | Part.         | Goles         | Part.              | Goles              | Part. | Goles | Asis. |
| ------------------------------ | --------- | ----- | ----- | ------------- | ------------- | ------------------ | ------------------ | ----- | ----- | ----- |
| Universidad Católica · Ecuador | 2010      | 0     | 0     | -             | -             | -                  | -                  | 0     | 0     | -     |
| Total                          | Total     | 0     | 0     | -             | -             | -                  | -                  | 0     | 0     | -     |
| América de Quito · Ecuador     | 2011      | 12    | 1     | -             | -             | -                  | -                  | 12    | 1     | -     |
| Total                          | Total     | 12    | 1     | -             | -             | -                  | -                  | 12    | 1     | -     |
| Liga de Portoviejo · Ecuador   | 2012      | 3     | 0     | -             | -             | 0                  | 0                  | 3     | 0     | -     |
| Total                          | Total     | 3     | 0     | -             | -             | 0                  | 0                  | 3     | 0     | -     |
| Grecia de Chone · Ecuador      | 2013      | 17    | 0     | -             | -             | 0                  | 0                  | 17    | 0     | -     |
| Total                          | Total     | 17    | 0     | -             | -             | 0                  | 0                  | 17    | 0     | -     |
| Magali Masson · Ecuador        | 2014      | 11    | 3     | -             | -             | 0                  | 0                  | 11    | 3     | -     |
| Total                          | Total     | 11    | 3     | -             | -             | 0                  | 0                  | 11    | 3     | -     |
| Gualaceo SC · Ecuador          | 2015      | 16    | 0     | -             | -             | 0                  | 0                  | 16    | 0     | -     |
| Total                          | Total     | 16    | 0     | -             | -             | 0                  | 0                  | 16    | 0     | -     |
| Total                          | Total     | 49    | 4     | -             | -             | 0                  | 0                  | 49    | 4     | -     |

- Actualizado al 02.12.15